# 岩樟乡
岩樟乡，是中华人民共和国浙江省丽水市龙泉市下辖的一个乡镇级行政单位。

## 行政区划
岩樟乡下辖以下地区：
绿坑村、岱岭村、何坑村、石坑村、坑源底村、仓坞村、郑庄村、金坑村、金元村、芭蕉村和金山村。